# Theodoros Angelinos
Theodoros Angelinos (* 29. Mai 1984 in Athen) ist ein griechischer Tennisspieler.

## Karriere
Angelinos spielte nur selten auf der ITF Junior Tour, wo er Platz 466 erreichte.
Er studierte zwischen 2003 und 2007 in den USA. Die ersten zwei Jahre war er an der Tulane University, von wo er für zwei weitere Jahre an die University of Virginia wechselte. Er war dort regelmäßig Teil der College-Tennismannschaft.
Bereits bevor er in den USA studierte, hatte sich Angelinos in den Top 800 der Weltrangliste platziert, indem er ein Endspiel auf der ITF Future Tour erreicht hatte; 2004 gewann er im Doppel seinen ersten Titel. 2009 kehrte er nach seinem Studium auf die Erfolgsspur zurück und gewann im Einzel seine ersten drei Future-Titel, was ihm zum erstmaligen Sprung unter die Top 500 verhalf. Nach zwei schwächeren Jahren holte Angelinos 2012 seinen vierten Einzeltitel und schloss das zweite Mal in seiner Karriere ein Jahr in den Top 500 der Rangliste ab. Die Saison 2013 wurde die erfolgreichste in Angelinos Karriere. Aus zahlreichen Endspielen gewann er drei. Zudem erzielte er kleine Erfolge auf der ATP Challenger Tour. Das erste Mal überhaupt stand er in Segovia in einem Viertelfinale auf diesem Niveau. Außerdem besiegte er in Charlottesville die Nummer 121 der Welt Alex Kuznetsov. Zwischenzeitlich erreichte er sein Karrierehoch von Platz 251. Durch sein verbessertes Ranking stand er im Qualifikationsfeld für die Australian Open und für Wimbledon im Jahr 2014. Während er in ersterem gegen Kuznetsov verlor, überstand er in Wimbledon nur die erste Runde gegen Andrea Collarini.
Von 2010 bis 2014 spielte Angelinos in 13 Begegnungen für die griechische Davis-Cup-Mannschaft. Er gewann 12 der 15 Matches und stieg mit dem Team einmal von der dritten in die zweite Kontinentalgruppe auf.
Das Jahr 2014 schloss er anders als das Vorjahr außerhalb der Top 500 ab. 2015 spielte er nur ein einziges Turnier bevor er seine Karriere beendete. Er gewann in seiner Karriere je sieben Einzel- und Doppeltitel auf der Future Tour.
2025 fungierte Angelinos als Trainer für das griechische Team beim United Cup.